# Руссар

Оптическая схема широкоугольного объектива «Руссар МР-2».

Русса́р (а также МР) — название фотографических и киносъёмочных объективов, созданных выдающимся советским оптиком Михаилом Михайловичем Русиновым.

## «Руссар МР-2»
Фотографический сверхширокоугольный объектив, ставший первым в мире объективом с исправленным виньетированием. Его схема послужила основой для многочисленных советских и зарубежных объективов.
Оригинальная оптическая схема, созданная Михаилом Русиновым, позволяет уменьшить падение освещённости на краях поля изображения за счёт так называемого «аберрационного виньетирования» — оптического явления, открытого Русиновым в 1938 году.
Оптическая схема объектива была запатентована в США (патент 2.516.724) с приоритетом от 1946 года. На её основе было создано множество аэрофотосъёмочных объективов. Инженерные идеи, заложенные в «Руссар», лежат в основе таких объективов, как Zeiss Biogon-2, Zeiss Aviogon, Schneider Super-Angulon, Rodenstock Grandagon и многих других.

Объектив «Руссар МР-2» Красногорского механического завода для малоформатных дальномерных фотоаппаратов

В СССР для продажи населению выпускался объектив «Руссар МР-2», предназначенный для дальномерных фотоаппаратов с резьбовым креплением M39 («ФЭД», «Зоркий», «Заря», «Ленинград»).
Позже был разработан более многолинзовый и светосильный — 1:4,5, улучшенный вариант с тем же полем зрения «Спутник-4».
Данные серийно выпускавшегося объектива «Руссар МР-2»:
- Фокусное расстояние: 20 мм (19,71 мм)
- Относительное отверстие: 1:5,6
- Количество линз/групп: 6/4
- Угол поля зрения: 95°
- Размер кадра: 24×36 мм
- Соединение объектива с камерой — резьба M39×1
- Рабочий отрезок: 28,8 мм
- Пределы шкалы диафрагм: 1:5,6-1:22
- Ближний предел фокусировки: 0,5 м
- Разрешающая способность (0/10/20 мм) 3): 40/36/18 линий/мм
- Геометрическое виньетирование: 0 %
- Расположение крепления для светофильтров: переднее
- Диаметр резьбы для светофильтров: СпM49×0,5; M49×0,75
- Диаметр для надевающихся насадок — 55 мм

Габаритные размеры:
- длина объектива с крышками — 46 мм
- наибольший диаметр оправы — 55 мм
- Масса: 0,095 кг
- Год разработки: 1957
- Расчёт: М. М. Русинов, а. с. № 66197

На Всемирной выставке в Брюсселе в 1958 году набор объективов, в который входил «Руссар» МР-2, был удостоен «Гран-при».
В 2013 году по заказу Международного Ломографического общества (Lomographic Society International) на Красногорском механическом заводе началась подготовка к восстановлению производства объектива.

## «Руссар МР-3»
«Руссар МР-3  35мм  1:6,8  П» был разработан для аэрофотосъемки. 
Производился ГОИ, было изготовлено несколько объективов.

## «Рефлекс руссар-7»
Зеркально-линзовый сверхсветосильный среднеформатный объектив. Создан по оригинальной схеме.
- Светосила: 1:1,0.
- Фокусное расстояние: 250 мм.
- Угол поля зрения: 12°.
- Размер кадра: 38,5 * 38,5 мм.
- Дисторсия: 0,1 %.